# Pino Solanas

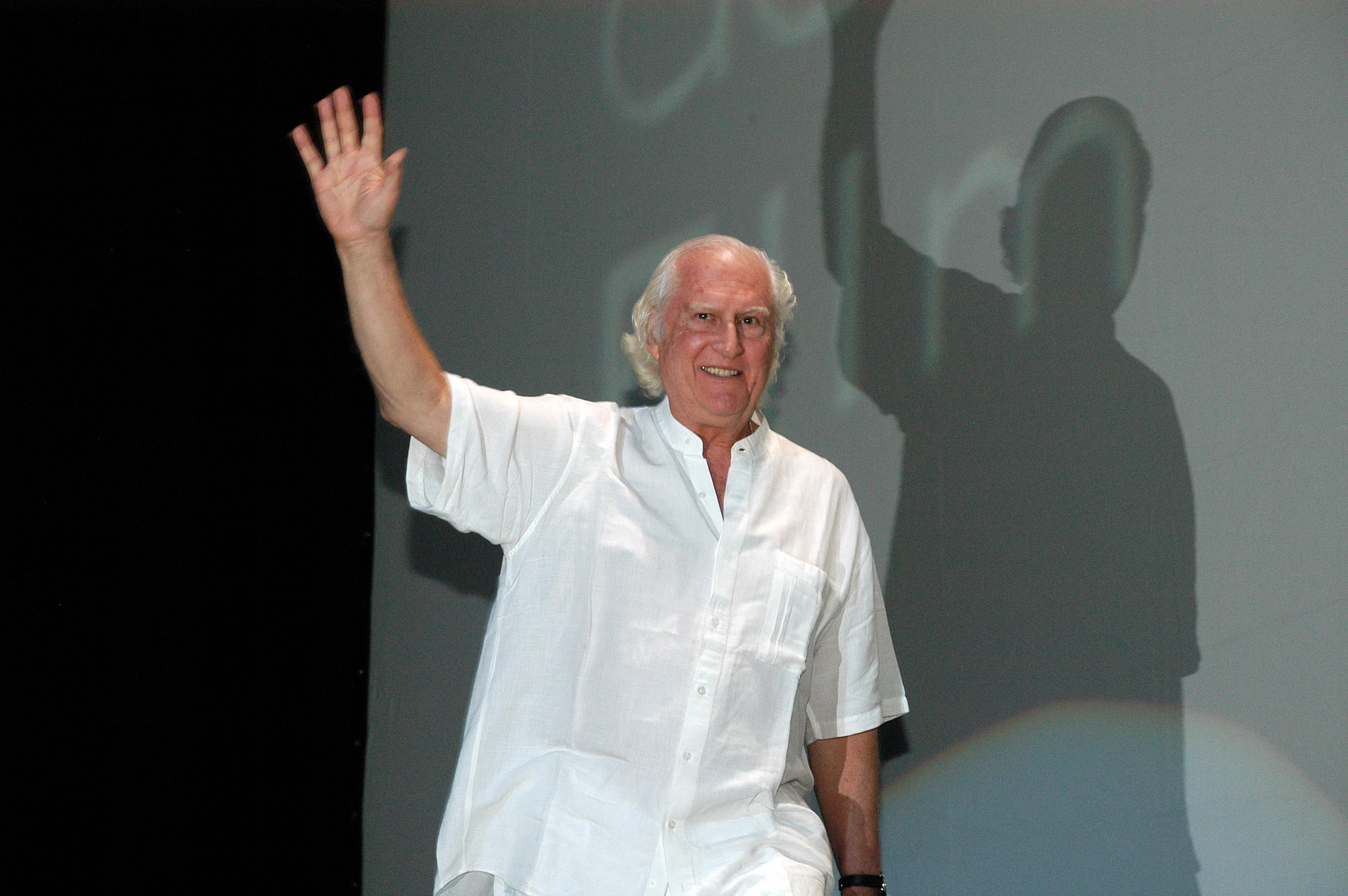
Pino Solanas (2008)

Pino Solanas, eigentlich Fernando Ezequiel Solanas (* 16. Februar 1936 in Olivos, Provinz Buenos Aires; † 6. November 2020 in Paris) war ein argentinischer Filmregisseur, Drehbuchautor und Politiker. Zu seinen bekanntesten Filmen zählen Die Reise (1992), Tangos (1985) und Süden – Sur (1988).

## Leben
Pino Solanas studierte Theater, Musik (Klavier und Kompositionslehre) und Rechtswissenschaften. 1962 drehte er seinen ersten Kurzfilm Seguir Andando und 1968 seinen ersten Langfilm, Die Stunde der Feuer (La Hora de los Hornos), einen Dokumentarfilm über Neokolonialismus und Gewalt in Lateinamerika, der rasch zu einem Klassiker des lateinamerikanischen politischen Kinos wurde. Der Film gewann mehrere internationale Preise und wurde in der ganzen Welt gezeigt. Oft wird nur der erste Teil gezeigt; die weiteren offen peronistischen Teile waren auch innerhalb der Linken umstritten.
Solanas beteiligte sich aktiv an der Grupo Cine Liberación, die in den 1970er Jahren das argentinische Kino revolutionierte. Solanas beteiligte sich an Kampagnen zur Unterstützung Peróns. In den 1970er Jahren wurde er von rechten Gruppen bedroht, einer seiner Schauspieler wurde ermordet und er selbst wurde fast entführt. Zur Finanzierung seiner politischen Filmarbeit drehte Solanas auch Werbefilme.
Zusammen mit Octavio Getino schrieb Solanas das Manifest „Für ein drittes Kino“. Die Idee eines politischen dritten Kinos – mit einem dem Hollywood-Kino, aber auch dem als zu harmlos empfundenen europäischen Autorenkino entgegengesetzten Anspruch – inspirierte viele Filmemacher in den sogenannten Entwicklungsländern.
Solanas rettete sich 1976 vor der argentinischen Militärdiktatur nach Paris ins Exil, wo er als Peronist stigmatisiert war. Im Exil drehte er den Dokumentarfilm über Behinderte Le regard des autres (1980) (deutsch: Der Blick der Anderen). Gleich nach seiner Rückkehr nach Buenos Aires drehte er dort Tangos (Tangos, el exilio di Gardel, 1984), der die Geschichte einer jungen Argentinierin im Exil in Paris erzählt. Er kehrte 1983 nach Argentinien zurück. 1988 stellte Solanas in seinem mit Tango-Klängen unterlegten Spielfilm Süden – Sur einen Arbeiter in den Mittelpunkt, der nach Ende der Militärdiktatur aus der Haft entlassen wird und durch die Nacht zu irren beginnt. Dieser Film brachte ihm im selben Jahr den Regiepreis der Filmfestspiele von Cannes ein.
Solanas drehte weiterhin politische Filme und war ein scharfer Kritiker des damaligen argentinischen Präsidenten Carlos Menem, den er im satirischen Roadmovie Die Reise von 1991 karikierte. Drei Tage nachdem er öffentlich an Menem Kritik geäußert hatte, am 21. Mai 1991, wurde Solanas von zwei Kugeln getroffen. Trotz seiner gesundheitlichen Probleme nach dem Anschlag engagierte sich Solanas weiterhin politisch und kandidierte 1992 für Buenos Aires als Senator und erhielt 7 % der Stimmen. Ein Jahr später wurde er für die Frente País Solidario ins argentinische Parlament gewählt, verließ die Partei aber nach einem Jahr.
Solanas drehte weiterhin Filme. Memoria del saqueo (2004) ist eine wütende Abrechnung mit dem Neoliberalismus in Argentinien. Kritikern fiel an diesem Film, wie schon auch schon an La hora de los Hornos, Solanas’ ausgeprägter Nationalismus auf. 2005 kam La Dignidad de los Nadies heraus.
Für den Soundtrack mehrerer seiner Filme arbeitete Solanas mit Astor Piazzolla zusammen.
Bei den vorgezogenen Kongresswahlen am 28. Juni 2009 trat der Filmregisseur und Politiker Solanas mit seinem Mitte-Linksbündnis Proyecto Sur (Projekt Süden) in Buenos Aires als Kandidat an und erzielte dort mit mehr als 24 Prozent der Stimmen das zweitbeste Wahlergebnis.
2018 wurde er für seine Arbeit als Drehbuchautor in die Academy of Motion Picture Arts and Sciences berufen, die jährlich die Oscars vergibt.
Solanas’ Sohn, Juan Diego Solanas, ist auch Filmregisseur.
Pino Solanas starb am 6. November 2020 im Alter von 84 Jahren in Paris an den Folgen von COVID-19.

## Filmografie
- 1962: Seguir andando[5]
- 1963: Reflexión ciudana[5]
- 1969: Die Stunde der Feuer (La hora de los Hornos)[5]
- 1971: Revolución justicalista[5]
- 1971: Actualisación politica y doctrinaria[5]
- 1978: Los hijos de Fierro (Söhne des Fierro)[5]
- 1980: Der Blick der Anderen (La Mirada de los Otros)[5]
- 1985: Tangos (Tangos, el exilio de Gardel)[5]
- 1987: Süden – Sur (Sur)[5]
- 1991: Die Reise (El viaje)[5]
- 1998: Der letzte Vorhang (La nube)[5]
- 2002: Afrodita, el sabor del amor[5]
- 2004: Memoria del Saqueo – Chronik einer Plünderung (Memoria del saqueo)
- 2005: Die Würde der Niemande (La Dignidad de los Nadies)
- 2007: Argentina latente
- 2008: Próxima estación